# Kondamari, Srinivaspur
Kondamari là một làng thuộc tehsil Srinivaspur, huyện Kolar, bang Karnataka, Ấn Độ.